# Walter Jakobsson
Walter Jakobsson (n. 6 februarie 1882, Helsingfors, Imperiul Rus – d. 10 iunie 1957, Zürich, cantonul Zürich, Elveția) a fost un patinator artistic ce a reprezentat Finlanda, medaliat olimpic. A participat la 3 ediții ale Jocurilor Olimpice (1920, 1924, 1928) în care a câștigat o medalie de aur și o medalie de argint.